# ریچارد رزکرانس
ریچارد روزکرانس (انگلیسی: Richard Rosecrance؛ زادهٔ ۱ ژانویهٔ ۱۹۳۰) یک دانشمند علوم سیاسی اهل ایالات متحده آمریکا است. وی از جمله نظریه پردازانی است که به بررسی جنگ و صلح در حوزه روابط بین‌الملل و همچنین رابطه آن با اقتصاد می‌پردازند. روزکرانس هم‌اکنون کرسی استادی سیاست گذاری عمومی در مدرسه حکومت جان اف. کندی دانشگاه هاروارد را داراست. مهمترین کتاب او با عنوان ظهور دولت تجاری بازرگانی و فتح در دنیای مدرن توسط دکتر سجاد بهرامی مقدم عضو هیات علمی دانشگاه گیلان در انتشارات مبین اندیشه به فارسی ترجمه و منتشر شده است. 
او همچنین برندهٔ جوایزی همچون کمک‌هزینه گوگنهایم شده‌است.